# 白川紺子
白川 紺子（しらかわ こうこ、2月8日 - ）は、日本の小説家。主にライトノベル、ライト文芸を執筆している。

## 略歴
三重県出身。同志社大学文学部卒業。「サカナ日和」で、2011年12月に154回Cobalt短編小説新人賞（選者：三浦しをん）に入選の後、「嘘つきな五月女王（）」で2012年度のロマン大賞を受賞。同作を改題・改稿した『嘘つきなレディ 〜五月祭（）の求婚〜』にて、2013年にコバルト文庫よりデビューした。
2016年に入ってから引っ越しをしており、「新たな住まいは富士山がきれいに見えます」とのこと。

## 著作リスト

### 文庫
- 嘘つきなレディ〜五月祭（）の求婚〜（イラスト：友風子、コバルト文庫、2013年1月）ISBN 978-4-08-601697-1
- 黄金の淑女（）：わたしは犬じゃありません（イラスト：椎名咲月、コバルト文庫、2015年2月）ISBN 978-4-08-601847-0
- 棘公爵の花嫁:賭けをしましょう、旦那様（イラスト：香魚子、コバルト文庫、2015年7月）ISBN 978-4-08-601867-8
- 夜葬師と霧の侯爵 かりそめ夫婦と迷宮の王（イラスト：加々見絵里、コバルト文庫、2016年12月27日）ISBN 978-4-08-608025-5
- 三日月邸花図鑑 花の城のアリス（講談社タイガ、2019年9月20日）ISBN 978-4-06-516682-6
- 九重家献立暦（講談社タイガ、2020年10月15日）ISBN 978-4-06-521233-2

#### リリー骨董店の白雪姫シリーズ
全3巻、イラスト：宵マチ、コバルト文庫
1. リリー骨董店の白雪姫 〜ラプンツェル・ダイヤモンドの涙〜（2013年5月）ISBN 978-4-08-601727-5
2. リリー骨董店の白雪姫2 〜海の底のエメラルド・プリンセス〜（2013年8月）ISBN 978-4-08-601751-0
3. リリー骨董店の白雪姫3 〜トワイライト・ルビーの夜明け〜（2013年11月）ISBN 978-4-08-601772-5

#### 朱華（あけ）姫の御召人シリーズ
全2巻、イラスト：由利子、コバルト文庫
1. 朱華姫の御召人 かくて愛しき、ニセモノ巫女（2014年5月）ISBN 978-4-08-601806-7
2. 朱華姫の御召人 かくて恋しき、花咲ける巫女（2014年8月）ISBN 978-4-08-601827-2

#### 下鴨アンティークシリーズ
全8巻、イラスト：井上のきあ、集英社オレンジ文庫
1. 下鴨アンティーク アリスと紫式部（2015年1月20日）ISBN 978-4-08-680004-4
2. 下鴨アンティーク 回転木馬とレモンパイ（2015年6月25日）ISBN 978-4-08-680024-2
3. 下鴨アンティーク 祖母の恋文（2015年12月17日）ISBN 978-4-08-680051-8
4. 下鴨アンティーク 神無月のマイ・フェア・レディ（2016年7月）ISBN 978-4-08-680091-4
5. 下鴨アンティーク 雪花の約束（2016年12月16日）ISBN 978-4-08-680110-2
6. 下鴨アンティーク 暁の恋（2017年6月22日）ISBN 978-4-08-680136-2
7. 下鴨アンティーク 白鳥と紫式部（2017年12月14日）ISBN 978-4-08-680163-8
8. 下鴨アンティーク アリスの宝箱（2018年5月18日）ISBN 978-4-08-680191-1

#### 銀灯師シリーズ
1. 公爵夫人は銀灯師 おしどり夫婦の愛は王宮を救…う？（イラスト：凪かすみ、コバルト文庫、2016年3月）ISBN 978-4-08-601894-4
2. 雪侯爵の銀灯師 みせかけ夫婦と王宮の庭 （イラスト：紫真依、コバルト文庫、2016年9月30日）ISBN 978-4-08-608017-0

#### 魔女シリーズ
1. 若奥様、ときどき魔法使い。（イラスト：椎名咲月、コバルト文庫、2016年9月1日）ISBN 978-4-08-608012-5
2. プライティ家の押しかけ花婿（イラスト：庭春樹、コバルト文庫、2017年5月）ISBN 978-4-08-608038-5

#### 契約結婚はじめました。シリーズ
全5巻、イラスト：わみず、集英社オレンジ文庫
1. 契約結婚はじめました。〜椿屋敷の偽夫婦〜（2017年5月19日）ISBN 978-4-08-680131-7
2. 契約結婚はじめました。2〜椿屋敷の偽夫婦～（2017年11月17日）ISBN 978-4-08-680156-0
3. 契約結婚はじめました。3〜椿屋敷の偽夫婦〜（2018年6月21日）ISBN 978-4-08-680196-6
4. 契約結婚はじめました。4〜椿屋敷の偽夫婦〜（2019年2月20日）ISBN 978-4-08-680239-0
5. 契約結婚はじめました。5〜椿屋敷の偽夫婦〜（2019年10月18日）ISBN 978-4-08-680277-2

#### 後宮の烏シリーズ
全7巻、イラスト：香魚子、集英社オレンジ文庫

#### 京都くれなゐ荘奇譚シリーズ
- 京都くれなゐ荘奇譚 呪われよと恋は言う（PHP文芸文庫、2021年5月12日）ISBN 978-4-569-90120-6
- 京都くれなゐ荘奇譚2 春に呪えば恋は逝く（PHP文芸文庫、2022年7月7日）ISBN 978-4-569-90227-2
- 京都くれなゐ荘奇譚3 霧雨に恋は呪う（PHP文芸文庫、2023年3月9日）ISBN 978-4-569-90290-6
- 京都くれなゐ荘奇譚4 呪いは朱夏に恋う（PHP文芸文庫、2023年12月8日）ISBN 978-4-569-90367-5
- 京都くれなゐ荘奇譚5 呪いは月夜に恋い惑う（PHP文芸文庫、2024年11月11日）ISBN 978-4-569-90436-8

#### アンソロジー
「」内が白川紺子の作品
- 新釈 グリム童話-めでたし、めでたし？-（イラスト：井上のきあ、集英社オレンジ文庫、2016年3月18日）ISBN 978-4-08-680072-3 「白雪姫戦争-白雪姫-」